# Walter Prescott Webb
Walter Prescott Webb (* 3. April 1888 im Panola County, Texas; † 8. März 1963) war ein US-amerikanischer Historiker.

## Leben und Wirken

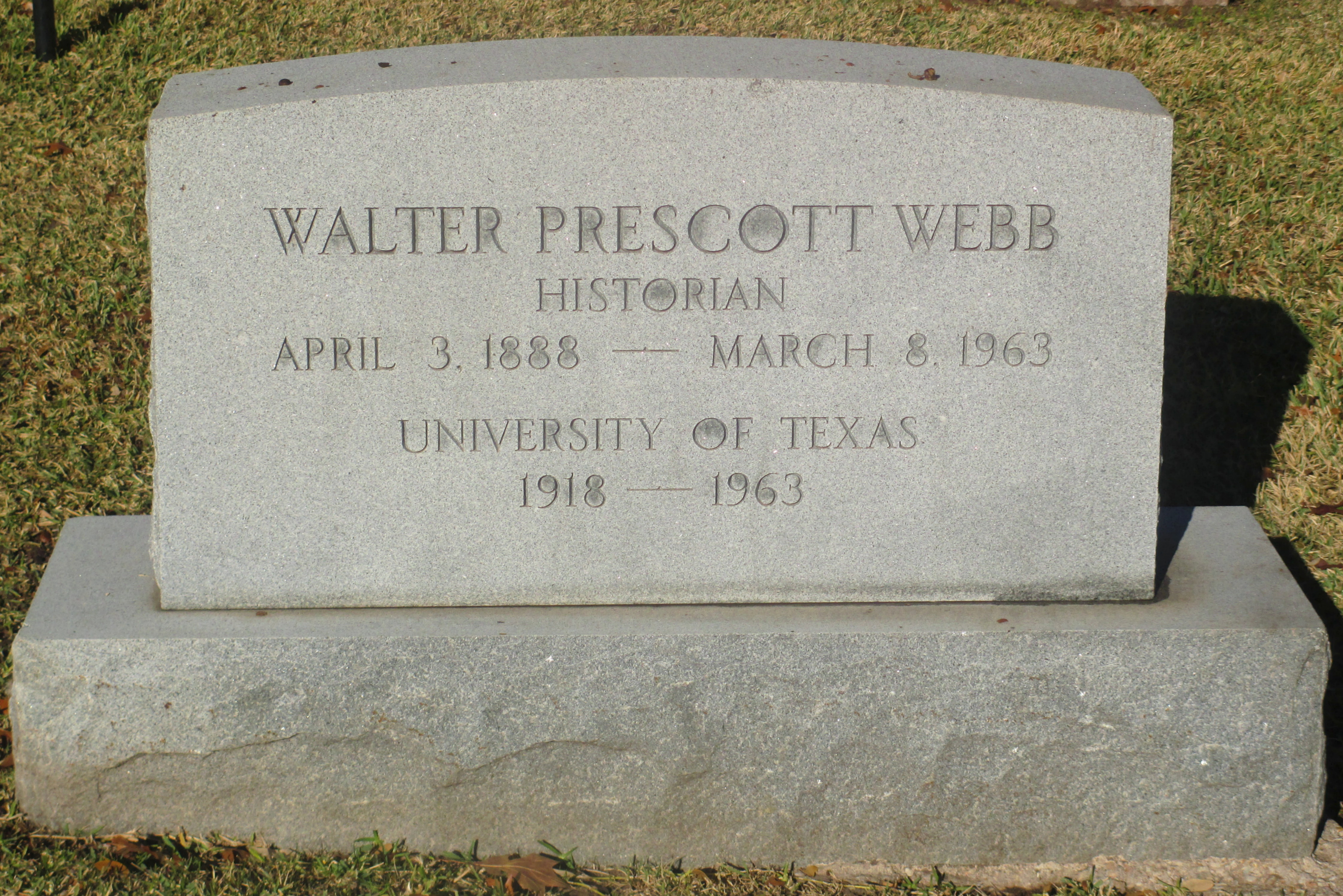
Grab von Walter Prescott Webb in Austin, Texas

Webb war der Sohn des Farmers Casner P. Webb (1862–1940) und dessen Ehefrau Mary Elizabeth Kyle (1855–1949) und kam auf der elterlichen Farm in der Nähe von Carthage in Texas zur Welt. Er besuchte die Ranger High School in Ranger (Eastland County) und studierte anschließend an der University of Texas in Austin.
1915 schloss Webb sein Studium mit einem B.A. ab und arbeitete danach in San Marcos als Buchhalter und in San Antonio als Assistent eines Optikers. 1918 kehrte er an die University of Texas zurück und bekam eine Stelle an der Fakultät für Geschichte. Dort wurde er zwei Jahre später mit seiner Arbeit über die Texas Rangers promoviert.
1920/21 verbrachte er mit Forschungen an der University of Chicago und kehrte anschließend nach Austin zurück. Dort begann er an seinem Werk „The Great Plains“ zu schreiben, das er 1931 mit großem Erfolg veröffentlichen konnte. Schon seit längerem Mitglied der Texas Historical Association, berief man Webb 1939 zu deren Präsidenten und dieses Amt hatte er bis 1946 inne.
1958 wählte die American Historical Association Webb zu ihrem Präsidenten und dieses Amt hatte er ein Jahr inne.
Walter Prescott Webb starb bei einem Autounfall in der Nähe von Austin und fand dort seine letzte Ruhestätte auf dem Texas State Cemetery.

## Ehrungen
- 1933 Loubat Prize für The Great Plains
- Die University of Texas initiierte den Walter Prescott Webb Chair of History and Ideas ihm zu Ehren

## Schriften (Auswahl)
- More water for Texas. 1954.
- The Great Plains. A study in institutions and environment. 1931.
- Michael L. Collins (Hg.): A Texan's Story: The Autobiography of Walter Prescott Webb. University of Oklahoma Press, Oklahoma 2020, ISBN 9780806167176.